# Atari Microsoft BASIC
Atari Microsoft BASIC und Atari Microsoft BASIC II waren Varianten der Programmiersprache BASIC, die als Steckmodul (RX8035) oder Diskette (CX8126) für die 8-Bit-Homecomputer der Firma Atari ab dem Jahre 1981 auf den Markt gebracht wurden. Atari Microsoft BASIC war eine abgewandelte Version des Microsoft BASIC.
Ursprünglich wollte Atari das Original-Microsoft-BASIC auf seinen Rechnern verwenden, jedoch passte dieses mit seinen ca. 11 kB nicht in die zunächst vorgesehenen 8-KB-ROM-Steckmodule der Firma. Daher wurde statt des Microsoft BASIC durch die Firma Shepardson Microsystems Inc. das kleinere Atari BASIC geschrieben, das aber mangelnde Kompatibilität zum Industriestandard Microsoft BASIC aufwies. Später wurde deshalb auch letzteres doch noch (auf größeren Steckmodulen) für die Atari-Rechner angeboten.
Da die Cartridge nur 16 kB Speicherplatz hatte, wurden die restlichen 11 kB auf einer „Extension“-Diskette mitgeliefert. Die Cartridge-Version hatte den Namen Atari Microsoft BASIC II.
Die Programmiersprache wurde für die Geräte Atari 400, Atari 800, Atari XL und Atari XE hergestellt.